# Beit Awwa
Beit Awwa (àrab: بيت عوّا, Bayt ʿAwwā) és una municipi palestí de la governació d'Hebron, a Cisjordània, situat 22 kilòmetres a l'oest d'Hebron i 4 kilòmetres a l'oest de Dura. Segons l'Oficina Central Palestina d'Estadístiques tenia 10.649 habitants el 2016.

## Història
En 1838, durant el domini otomà, Beit 'Auwa era assenyalat com un lloc "en ruïnes o abandonat", part de la zona entre les muntanyes i la Franja de Gaza, però subjecte al govern d'el-Khulil.
El 1863 l'explorador francès Victor Guérin va visitar Beit Awwa. Va descriure la trobada de moltes coves artificials, algunes de les quals eren grans i tenien forma de cúpula, unes altres més petites amb sostres quadrats. La majoria de les entrades estaven envoltades de munts de pedres d'edificis enderrocats.
El 1875 el Survey of Western Palestine del Fons per a l'Exploració de Palestina va visitar Beit Awwa. Van descriure diverses ruïnes, cadascuna amb un nom diferent;
| « | Khurbet és Sueity, Khurbet el Mehami, Khurbet el Kusah són llocs amb fundacions i coves. El Kusr és una antiga torre de vigilància, amb parets de pedra seca en ruïnes, el Keniseh sembla una església en ruïnes; fonaments, capitells, escuts i llinda amb la creu de Malta sobre ells, continuen mostrant un edifici romà d'Orient. També hi ha una pica baptismal instal·lada per immersió. Al centre, una conca quadrada, 2 peus de 3 polzades de costat, 7 polzades de profunditat, quatre graons cap amunt, 5 polzades d'alçada, 9 polzades d'ample, tot envoltat de quatre recessos segmentaris, la forma externa de la font és la d'una creu arrodonida, la mesura més llarga sigui de 5 peus, i l'alçada total fora de 2 peus 4 polzades. | » |

### Mandat Britànic de Palestina
En el cens de Palestina de 1922, dut a terme per les autoritats del Mandat Britànic Beit Awwa era comptada amb Dura.

### De 1948 endavant
En novembre de 1948, durant la Guerra araboisraeliana de 1948 soldats de la 5a Brigada atacaren Beit Awwa, Idhna i Kh. Sikka. A Beit Awwa, els atacants van ser expulsats.
En març de 1949 la 4a Brigada va atacar Beit Awwa i els pobles circumdants. Les seves ordres d'atac eren "matar tots els àrabs" adults que trobessin. Amb tot, van expulsar 7.000 persones cap a l'est. Amb l'ONU els habitants del poble van ser autoritzats eventualment a tornar.
Després dels acords d'armistici de 1949, Beit Awwa va quedar sota un règim d'ocupació jordana. Des de la Guerra dels Sis Dies en 1967, Beit Awwa ha romàs sota ocupació israeliana. La població del cens de 1967 realitzada per les autoritats israelianes era de 1.468 habitants. Després de la Guerra de Sis Dies, Beit Awwa va restar completament destruït. Moixé Dayan va afirmar que la destrucció es va dur a terme sota les ordres d'un oficial que desitjava expulsar els residents, el general de brigada Uzi Narkis va reclamar el crèdit per l'acció.
Els dos principals clans de Beit Awwa són Salam and Sewiti. Aquest últim va emigrar a la zona des d'ar-Ramtha, Jordània.
L'àrea total de terra és de 470 dúnams, el 30% de les terres que tenia en 1948; degut a la seva proximitat a la línia verda centenars de dúnams foren expropiats per Israel.